# (33213) Diggs
1998 FB80 (asteroide 33213) é um asteroide da cintura principal. Possui uma excentricidade de 0.15816550 e uma inclinação de 4.12202º.
Este asteroide foi descoberto no dia 24 de março de 1998 por LINEAR em Socorro.